# یواس‌اس کانوپوس (ای‌اس-۹)

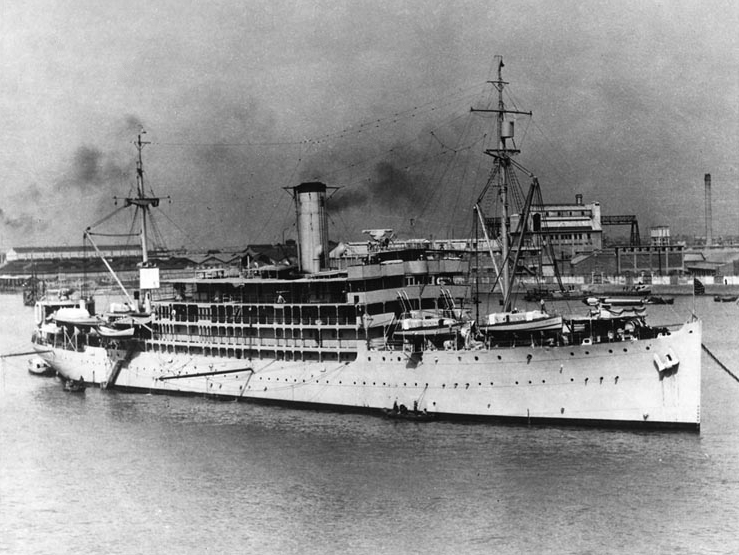
زیردریایی نیروی دریایی ایالات متحده آمریکا قبل از جنگ جهانی دوم، یو اس اس کانوپوس (ای اس ۹)

زیردریایی نیروی دریایی ایالات متحده آمریکا قبل از جنگ جهانی دوم، USS Canopus (AS-9) را در نزدیکی شانگهای چین مناقصه کرد. به صفحه تصویر متحرک متصل به جلوی دکل اصلی Canopus توجه کنید. یواس‌اس کانوپوس (ای‌اس-۹) (به انگلیسی: USS Canopus (AS-9)) یک کشتی بود که طول آن ۳۷۳ فوت ۸ اینچ (۱۱۳٫۸۹ متر) بود. این کشتی در سال ۱۹۱۹ ساخته شد.